# بابلو هيريرا بارانتيس
بابلو هيريرا بارانتيس (بالإسبانية: Pablo Herrera Barrantes)‏ (مواليد 14 فبراير 1987 في ألاخويلا) لاعب كرة قدم كوستاريكي دولي يجيد اللعب في خط الدفاع . يلعب حاليا لصالح نادي آليسوندز النرويجي منذ 2009 .

## مسيرته الكروية
لعب بابلو هيريرا بارانتيس خلال مسيرته الاحترافية مع 6 أندية في اثنا عشر موسمًا وسجل خلالها 26 هدفًا ضمن 204 مباراة. حيث فاز في موسمين بالكأس ولم يفز بأي دوري.
خاض بابلو هيريرا بارانتيس مسيرته مع نادي ألاجولينسي في موسم 2006–07 واستمر معه طيلة ثلاثة مواسم، مشاركًا في 81 مباراة سجل خلالها 6 أهداف. ثم انتقل إلى نادي أوليسوند في موسم 2009 واستمر معه طيلة ثلاثة مواسم، حيث شارك في 28 مباراة سجل خلالها 5 أهداف. لينتقل بعدها إلى C.S. Uruguay de Coronado ‏ في موسم 2012–13 ولمدة موسمين، مشاركًا في 30 مباراة سجل خلالها 6 أهداف. ثم انتقل إلى نادي كارتاهينيس في موسم 2013–14 ولمدة موسمين، مشاركًا في 50 مباراة سجل خلالها 7 أهداف. هذا وانتقل لاحقًا إلى نادي جامعة كوستاريكا ‏ في موسم 2015–16 لمدة موسم واحد، مشاركًا في 6 مباريات سجل خلالها هدفًا واحدًا. ثم انتقل بعدها إلى A.D. Municipal Pérez Zeledón ‏ في موسم 2016–17 لمدة موسم واحد، مشاركًا في 9 مباريات سجل خلالها هدفًا واحدًا أيضًا.

## روابط خارجية
- بابلو هيريرا بارانتيس على موقع الاتحاد الدولي (مؤرشف)  (الإنجليزية)
- بابلو هيريرا بارانتيس على موقع قاعدة بيانات كرة القدم.إي يو (الإنجليزية)
- بابلو هيريرا بارانتيس على موقع ناشيونال فوتبول تيمز (الإنجليزية)
- بابلو هيريرا بارانتيس على موقع Soccerway.com (الإنجليزية)
- بابلو هيريرا بارانتيس على موقع AS.com (الإسبانية)